# Gymnelia peculiaris
Gymnelia peculiaris là một loài bướm đêm thuộc phân họ Arctiinae, họ Erebidae.